# 鹿特丹马拉松
鹿特丹马拉松（英語：Rotterdam Marathon）是一场一年一度、于荷兰鹿特丹舉行的马拉松比赛。

## 历史

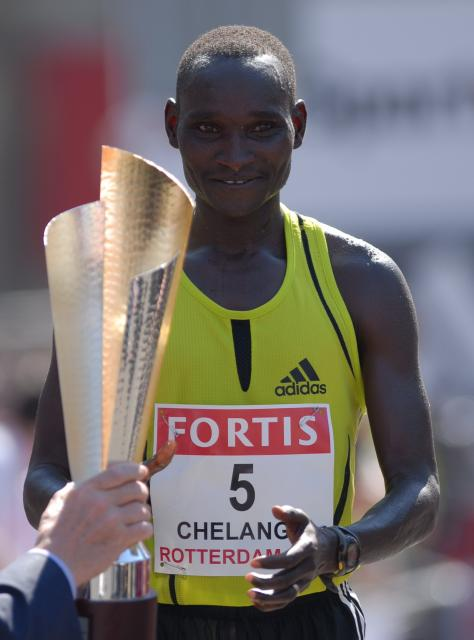
2007年鹿特丹马拉松冠军

鹿特丹马拉松始于1981年，从第三届开始定于每年4月份举行。它是荷兰最受欢迎的马拉松比赛，随后是阿姆斯特丹马拉松和埃因霍温马拉松。